# Черемха-Весь
Черемха-Весь (Черемуха, пол. Czeremcha-Wieś) — село в Польщі, у гміні Черемха Гайнівського повіту Підляського воєводства.
Населення — 302 особи (2011).

## Історія
Засноване у 1560 році на 59 волоках землі як передмістя Кліщель і було відоме як Нурець. У першій половині XIX століття завдяки ініціативі кліщелівського пароха о. Антона Сосновського у селі засновано церковну школу. У 1975—1998 роках село належало до Білостоцького воєводства.

## Демографія
Демографічна структура станом на 31 березня 2011 року:
|          | Загалом | Допрацездатний вік | Працездатний вік | Постпрацездатний вік |
| -------- | ------- | ------------------ | ---------------- | -------------------- |
| Чоловіки | 148     | 20                 | 90               | 38                   |
| Жінки    | 154     | 20                 | 60               | 74                   |
| Разом    | 302     | 40                 | 150              | 112                  |

## Релігія та культура
На сільському цвинтарі міститься каплиця Святих Косми і Демяна. У селі діє жіночий фольклорний колектив, який неодноразово брав участь в українському фестивалі в Сопоті.

## Галерея

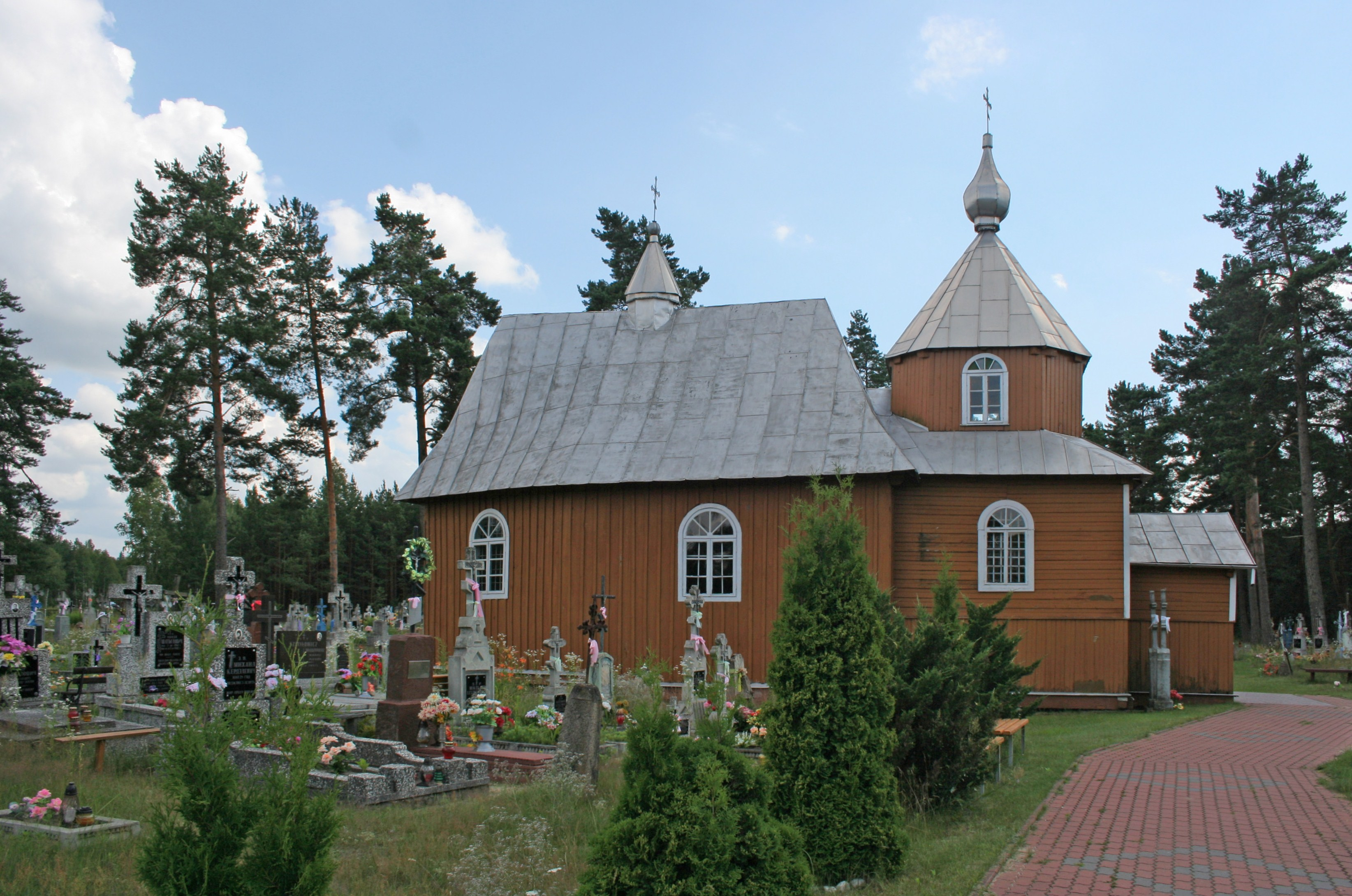
Православна церква Святих Косми і Демяна